# Sarnia (Ontario)
Pour les articles homonymes, voir Sarnia.
Sarnia est une municipalité canadienne située dans le comté de Lambton, en Ontario.

## Situation
Sarnia est située au sud-ouest de l'Ontario, sur le bord du lac Huron. Sarnia possède aussi un port sur la rivière Sainte-Claire.

## Démographie
| 2001   | 2006   | 2011   | 2016   |
| ------ | ------ | ------ | ------ |
| 70 876 | 71 419 | 72 366 | 71 594 |

### Francophonie
Sarnia comporte au moins 5000 francophones. Conformément à la Loi sur les services en français, Sarnia deviendra en 2024 une ville bilingue assujettie aux obligations prévues par la loi.

## Chronologie municipale
L'année de la constitution de la ville est 1914.

## Histoire
Le premier ministre canadien Alexander Mackenzie est enterré à Sarnia.

## Toponyme
Le nom « Sarnia » vient du latin. Le mot désignait autrefois l'île de Guernesey dans les Îles Anglo-Normandes (anciennement îles de la Manche) au large de la Normandie en France.

## Économie
La ville de Sarnia possède un centre de raffinage pétrolier et des producteurs de produits chimiques industriels parmi les plus importants, dont Imperial Oil/Esso, Suncor, Amoco, Dow Chemical, Bayer Rubber, Nova Chemicals, Cabot Canada, Shell Canada, Montell Polyolefins, Terra International, Ethyl Corporation. Son usine de caoutchouc synthétique de la société d'état Polymer Corporation (en) était représentée sur le billet de 10 dollars de la série Scènes du Canada.
De plus, les alentours de la ville possèdent d'importantes mines de sel.
Le tunnel St. Clair a été construit en 1891 pour relier la ville de Port Huron à la ville de Sarnia.

À Sarnia, plus d'un million de panneaux solaires recouverts de cellules photovoltaïques ont été installés à quelques mètres au-dessus du sol, sur une surface de 365 hectares. Cette centrale solaire photovoltaïque, la plus grande d'Amérique du Nord en 2011, a une puissance de 80 Mégawatts et alimente en électricité 12 000 foyers.

## Sport
Le Sting de Sarnia est un club de hockey junior.

## Personnalités liées
- Carol Wainio (1955-), peintre, y naquit ;
- Susan Clark (1940-), actrice ;
- Stephen Andrews (1956-), peintre.
- Lance Timothy Evers (1969-), catcheur professionnel.